# (5569) Colby
(5569) Colby (1974 FO) – planetoida z grupy pasa głównego asteroid okrążająca Słońce w ciągu 3,8 lat w średniej odległości 2,43 j.a. Odkryta 22 marca 1974 roku.